# Ideflawen
Ideflawen es un grupo argelino de música cabileña formado en 1977 por un trío constituido por Lhacène Ziani (músico), Ali Ait Ferhat (vocalista y músico) y Zahir Adjou (letrista).
Algunas de las canciones más emblemáticas de la banda incluyen canciones, como; Beṛwageyya, Ǧğet-iyi abrid («Déjame ir»).
En la década de 1990, Ali Ait Ferhat (alias Ali Ideflawen) se hizo cargo del destino del grupo.

## Álbumes

### Revelation Izem
| Pista | Título            |
| ----- | ----------------- |
| A1    | M'Hend            |
| A2    | Ournghigh         |
| A3    | Awal              |
| A4    | El Vaz            |
| B1    | Igoujilen Guiless |
| B2    | Mathechfam        |
| B3    | Aawiq             |
| B4    | Lawan Yetsazalen  |